# 按鈕 (使用者介面)

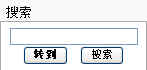
维基百科中一个常见的按钮例子，用于查找条目（它由一个文本控件，两个按钮组成）

按钮（命令按钮），是程序或网页常用的一个控件。在程序中，按钮是最常用的用于触发事件的控件，也可以开始，中断，结束一个进程。
按钮接受最常用的事件为单击事件（Click），按钮的状态为两种，即：原状态和按下状态。当鼠标单击按钮时，按钮处于按下状态。

## 程序设计

### Visual Basic
VB中，命令按钮控件属于标准控件，CommandButton类，前缀Cmd。
- 属性：Caption、Enabled、Visible
- 方法：Move
- 事件：Click

VB.net中，命令按钮也属于标准控件，名字Button

### Win API
API中，命令按钮控件属于ThunderCommandButton。
- SendMessage函数